# Right Thru Me
Right Thru Me – drugi oficjalny singel trynidadzkiej raperki Nicki Minaj z jej debiutanckiego albumu studyjnego Pink Friday. Został wydany 24 września 2010 roku. Utwór znalazł się na liście Billboard Hot 100, a także na listach w Australii i Wielkiej Brytanii. 